# Reginaldo Miranda da Silva
Reginaldo Miranda da Silva (Bertolínia, 17 de agosto de 1964) é um advogado, político, escritor e historiador brasileiro, membro da Academia Piauiense de Letras. Ocupante da cadeira 27, cujo patrono é Honório Portela Parentes.

## Biografia
Filho do agropecuarista e serventuário da Justiça Abdon Rodrigues da Silva e de sua esposa, a servidora pública Eunice de Miranda e Silva.
Bacharel em Direito pela Universidade Federal do Piauí(1988). É advogado militante, historiador e ficcionista  Fez curso de Preparação à Magistratura(ESMEPI/1989), de Especialização em Direito Constitucional(UFPI/1998) e em Direito Processual(UFPI/2002). Ocupa o cargo de Assessor Legislativo na Assembleia Legislativa do Estado, foi Assistente de Liderança do Governo(1988) e chefe da Assessoria Jurídica do EMATER-PI, por vários anos.
Na atividade política, foi Líder Estudantil na UFPI, tendo ocupado os cargos de secretário de finanças do Centro Acadêmico de Direito e representante estudantil junto ao Conselho do Departamento de Ciências Jurídicas, além de Vice-Prefeito Municipal de Bertolínia(1993-1997). Foi, também, membro do Conselho Universitário da UESPI e, atualmente, pertence ao Conselho Universitário da UFPI.
Escritor de mérito reconhecido
, Reginaldo Miranda pertence a diversas instituições culturais, entre estas: União Brasileira de Escritores do Piauí, Academia de Letras do Médio - Parnaíba, com sede em Amarante(PI), Academia Brasileira de Estudos e Pesquisas Literárias, Instituto Histórico e Geográfico do Piauí
e Academia Piauiense de Letras, Cadeira n.º 27. Presidiu essa última instituição cultural por dois biênios(2010 - 2012 e 2012 - 2014).
Colabora com diversos órgãos da imprensa, inclusive a Revista de História da Biblioteca Nacional.
Foi condecorado pelo Governo do Estado do Piauí, com a comenda da Ordem do Mérito Renascença do Piauí, no grau comendador e pela Prefeitura Municipal de Teresina, com a comenda da Ordem do Mérito Conselheiro Saraiva, no grau cavaleiro.

## Obras do autor
- Bertolínia: história, meio e homens (1984)
- Aldeamento dos Acoroás (2003)
- Piauí em foco (2003)
- Do arco da velha (2004)
- Governos da Capitania (Rev. APL, 2004, 2005 e 2007)
- São Gonçalo da Regeneração(2004)
- A ferro e fogo (2005)
- Notícias do Piauhy (2011)
- Autos de devassa da morte dos índios Gueguês (2011)
- Apontamentos genealógicos da família Nunes (2013)
- Vultos da História do Piauí (2015)
- Política indigenista no Sertão de Dentro (2016)
- Memória dos ancestrais - parentes e contraparentes: uma genealogia do Sertão (2017)
- Livros à mancheia (2019)
- Piauienses notáveis - tomo I (2019)